# Florent Sinama-Pongolle
Florent Sinama-Pongolle (Saint-Pierre, 20 oktober 1984) is een voormalig Frans-Réunions profvoetballer die voor het laatst onder contract stond bij JS Saint-Pierroise. Voorheen kwam Sinama-Pongolle in Frankrijk uit voor Le Havre en Saint-Étienne. Daarbuiten speelde hij onder meer bij Liverpool, Blackburn Rovers, Recreativo Huelva, Atlético Madrid, Sporting CP, Real Zaragoza, Lausanne-Sport, Dundee United en Chainat Hornbill.
Begin jaren 2000 werd Sinama-Pongolle gezien als een groot talent, maar wist dat maar ten dele weten in te lossen. Hij won in zijn carrière onder meer de UEFA Champions League, de UEFA Super Cup en het wereldkampioenschap onder 17, waar hij ook de Gouden Bal won.

## Clubvoetbal

### Le Havre
Sinama-Pongolle kwam over van de Réunionse club Saint-Pierroise om te spelen bij het Franse Le Havre, waar hij zijn profloopbaan begon. Ondanks Le Havre uit de Ligue 1 degradeerde, beleefde Sinama-Pongolle in 2002/03 een persoonlijk goed seizoen. Door zijn goede optredens in de Ligue 1 en zijn succesvolle periodes met de Franse jeugdelftallen, speelde Sinama-Pongolle zich in de kijker van diverse topclubs. De Franse trainer Gérard Houllier wist na een goed gesprek de jonge aanvaller te overtuigen een contract te tekenen bij Liverpool. Nadat de Engelse club 400.000 euro betaalde, vertrok Sinama-Pongolle naar Liverpool. Zijn kameraad Anthony Le Tallec maakte dezelfde overstap.

### Liverpool
Hoewel Sinama-Pongolle wat tijd nodig heeft zijn draai te vinden in de selectie, krijgt hij toch speeltijd en vertrouwen van trainer Gérard Houllier. Toen Houllier in 2004 ontslagen werd, werd er steeds minder een beroep gedaan op Sinama-Pongolle. De nieuwe trainer Rafael Benitez gaf de voorkeur aan Fernando Morientes en Peter Crouch. Een doorbraak bleef uit. Ondanks Sinama-Pongolle slechts enkele minuten mocht spelen als invaller, maakte hij wel deel uit van de selectie dat in 2005 de Champions League won. Ook in de wedstrijd om de UEFA Super Cup mocht hij in de 55e minuut invallen en had hij een zekere bijdrage in de 3–1-overwinning.
Toch zou Sinama-Pongolle steeds minder speeltijd krijgen. Na overleg met het bestuur van Liverpool werd besloten dat de aanvaller voor zes maanden werd verhuurd aan Blackburn Rovers.

### Blackburn Rovers
In een halfjaar bij Blackburn Rovers speelde Sinama-Pongolle tien wedstrijden waarin hij eenmaal het doel wist te vinden. Toch waren diverse clubs geïnteresseerd de aanvaller over te nemen. Na een akkoord tussen Liverpool en Recreativo de Huelva, vertrok Sinama-Pongolle in de zomer van 2006 voor 4.000.000 euro naar de Spaanse Primera División.

### Recreativo Huelva
Bij de Spaanse club leek Sinama-Pongolle zijn draai te hebben gevonden en zo werd de Fransman in zijn debuutseizoen bij Recreativo de Huelva clubtopscorer met elf doelpunten. Mede door de doelpunten van de Franse aanvaller presteerde Recreativo Huelva boven alle verwachtingen in de subtop van de Primera División. In twee seizoenen tijd wist Sinama-Pongolle in achtenzestig wedstrijden zo'n tweeëntwintig doelpunten te maken. Hierdoor trok hij de interesse aan van Atlético Madrid. Na onder meer John Heitinga en Tomas Ujfalusi, is ook Florent Sinama-Pongolle met ingang van het seizoen 2008/09 speler van Atlético Madrid, de club die traditioneel gezien het derde team van Spanje is.

### Atlético Madrid
Met ingang van het seizoen 2008/09 speelde Sinama-Pongolle voor Atlético Madrid. In zijn eerste seizoen was hij titularis en speelde vijfentwintig wedstrijden, waarin hij vijfmaal scoorde. Enkele stemmen gingen op dat hij te weinig scoorde. In 2009/10 werden zijn speelkansen dan ook beperkt tot korte invalbeurten. In totaal mocht hij tien keer meespelen en kon geen enkele keer scoren. Na deze teleurstellende statistieken werd Sinama-Pongolle in de winterstop verpatst aan het Portugese Sporting CP.

### Sporting CP

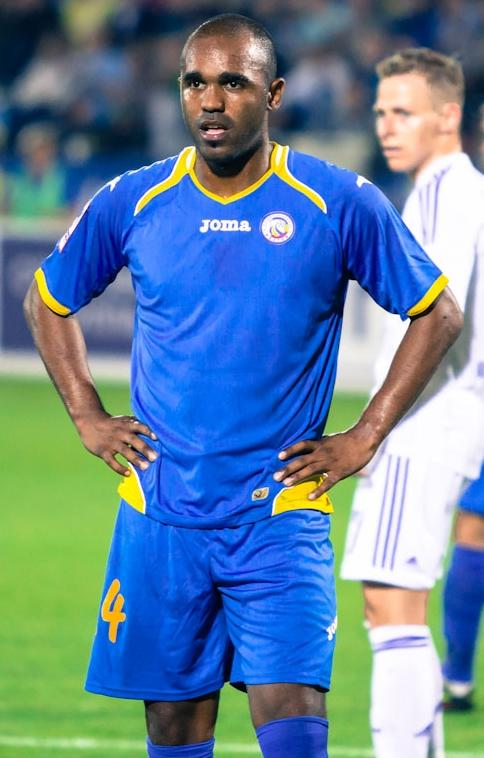
Sinama-Pongolle namens FK Rostov in 2012.

Na zijn teleurstellende doortocht bij Atletico Madrid kwam Sinama-Pongolle begin 2010 bij Sporting CP terecht. In de enkele wedstrijden, waarin hij in de basis startte, kon hij zich niet bewijzen en werd naar de bank doorverwezen. In totaal speelde hij amper vijf keer mee en scoorde een keer, tegen CS Maritimo. In seizoen 2010-2011 wordt hij uitgeleend aan de Spaanse eersteklasser Real Zaragoza.

## Interlandloopbaan

### Jeugdinternational
Sinama-Pongolle was het succesvolst met Frankrijk onder 17. In 2001 was hij verliezend finalist op het Europees kampioenschap onder 17. In de finale werd met 1–0 verloren van Spanje. Toch werd Sinama-Pongolle met twaalf doelpunten topscorer van het toernooi en ontving hij enkele dagen na de finale de Gouden Schoen. Later in hetzelfde jaar won Sinama-Pongolle met Frankrijk onder 17 het wereldkampioenschap onder 17. In de finale werd Nigeria met 3–0 verslagen. Sinama-Pongolle ontving zowel de Gouden Bal voor beste speler als de Gouden Schoen voor topscorer (negen doelpunten) van het toernooi.
Sinama-Pongolle nam met Frankrijk onder 21 deel aan het Europees kampioenschap onder 21. In dit team speelde Sinama-Pongolle onder meer met Steve Mandanda, Bacary Sagna, Lassana Diarra, Mathieu Flamini, Yoann Gourcuff, Jérémy Toulalan en Anthony Le Tallec. Samen met hen schopte Sinama-Pongolle het met Frankrijk tot de halve finales. Als grote titelfavoriet verloor de ploeg met 3–2 in de verlenging van Nederland, onder leiding van Foppe de Haan, na een doelpunt van Nicky Hofs in de 107e minuut.
| Interlands van Florent Sinama-Pongolle met Jong-Frankrijk | Interlands van Florent Sinama-Pongolle met Jong-Frankrijk | Interlands van Florent Sinama-Pongolle met Jong-Frankrijk | Interlands van Florent Sinama-Pongolle met Jong-Frankrijk | Interlands van Florent Sinama-Pongolle met Jong-Frankrijk | Interlands van Florent Sinama-Pongolle met Jong-Frankrijk |
| №                                                         | Datum                                                     | Wedstrijd                                                 | Uitslag                                                   | Type                                                      | Doelpunten                                                |
| Als jeugdinternational bij Frankrijk -17                  | Als jeugdinternational bij Frankrijk -17                  | Als jeugdinternational bij Frankrijk -17                  | Als jeugdinternational bij Frankrijk -17                  | Als jeugdinternational bij Frankrijk -17                  | Als jeugdinternational bij Frankrijk -17                  |
| --------------------------------------------------------- | --------------------------------------------------------- | --------------------------------------------------------- | --------------------------------------------------------- | --------------------------------------------------------- | --------------------------------------------------------- |
| 1.                                                        | 23-04-2001                                                | Frankrijk -17 - Schotland -17                             | 3 – 0                                                     | Europees Kampioenschap -17 jaar 2001                      | 2                                                         |
| Als jeugdinternational bij Italië -21                     |                                                           |                                                           |                                                           |                                                           |                                                           |
| 1.                                                        | 11-10-2005                                                | Frankrijk -21 – Moldavië -21                              | 1 – 0                                                     | EK onder 21 2006 kwalificatieduel                         | 0                                                         |

### Frankrijk
Op 20 maart 2008 werd Sinama-Pongolle door bondscoach Raymond Domenech opgeroepen als vervanger van Louis Saha. Uiteindelijk speelde hij op 25 maart 2008 een oefeninterland voor Frankrijk A' tegen Mali, waarin hij een doelpunt maakt en verantwoordelijk was voor een assist. Hij werd echter niet meegenomen naar het Europees kampioenschap van 2008.
| Interland van Florent Sinama-Pongolle met het Frans voetbalelftal | Interland van Florent Sinama-Pongolle met het Frans voetbalelftal | Interland van Florent Sinama-Pongolle met het Frans voetbalelftal | Interland van Florent Sinama-Pongolle met het Frans voetbalelftal | Interland van Florent Sinama-Pongolle met het Frans voetbalelftal | Interland van Florent Sinama-Pongolle met het Frans voetbalelftal |
| №                                                                 | Datum                                                             | Wedstrijd                                                         | Uitslag                                                           | Competitie                                                        | Goals                                                             |
| Als speler van Recreativo Huelva                                  | Als speler van Recreativo Huelva                                  | Als speler van Recreativo Huelva                                  | Als speler van Recreativo Huelva                                  | Als speler van Recreativo Huelva                                  | Als speler van Recreativo Huelva                                  |
| ----------------------------------------------------------------- | ----------------------------------------------------------------- | ----------------------------------------------------------------- | ----------------------------------------------------------------- | ----------------------------------------------------------------- | ----------------------------------------------------------------- |
| 1                                                                 | 14 oktober 2008                                                   | Frankrijk – Tunesië                                               | 3 – 1                                                             | Vriendschappelijk                                                 | 0                                                                 |

## Erelijst
Als speler
 Liverpool
- FA Cup: 2005/06
- FA Community Shield: 2006
- UEFA Champions League: 2004/05
- UEFA Super Cup: 2005

 FK Rostov
- Beker van Rusland: 2013/14

 Chainat Hornbill
- Thai League 2: 2017

 Frankrijk onder 17
- Wereldkampioenschap onder 17: 2001

Persoonlijke prijzen
- Winnaar Gouden Schoen op WK voetbal onder 17: 2001 (9 doelpunten)
- Winnaar Gouden Schoen op EK voetbal onder 17: 2001 (12 doelpunten)
- Winnaar Gouden Bal voor beste voetballer onder 17: 2001